# تسريب بيانات بنك قطر الوطني
في شهر أبريل 2016 نشرت صحف أمريكية خبرا مفاده أن موقعا قام بنشر ملفات تحتوي على بيانات شخصية لعملاء البنك قبل أن تختفي، لكن البنك رفض أن يصرح على الخبر نافيا أن خوادمه قد تم اختراقها .

## الخلفية
تم الإعلان عن تسرب البيانات من بنك قطر الوطني في شهر أبريل من عام 2016. و تم نشر الملفات المسربة على موقع كريبتوم.
تحتوي الملفات على البيانات الشخصية لعملاء البنك وكذلك معلومات بطاقة الائتمان وكلمات المرور. تم تقسيم التسرب إلى مجلدات لمجموعات العملاء الفردية ومن بين هؤلاء عائلة آل ثاني في قطر، ومسؤولو أمن الدولة، وموظفو قناة الجزيرة، والمذيعين التابعين لدولة قطر.
أفادت وسائل إعلام بأن ما سعته 1.4 جيجابايت من الوثائق العائدة للمصرف نشرت على الإنترنت في عدة مواقع، مشيرة إلى أن هذه الوثائق تتضمن تفاصيل الحسابات المصرفية للعديد من الصحفيين العاملين في فضائية الجزيرة القطرية، إضافة إلى تفاصيل العمليات المصرفية للمئات من وكالات الاستخبارات المحلية والأجنبية. وذكر بنك قطر الوطني في بيان له في 26 أبريل 2016م أن «سياسته الإعلامية تحتم ألا يتم التعليق علي أي أخبار يتم تداولها عبر وسائل التواصل الاجتماعي».